# Dragon Ball Z: Ginga Giri-Giri!! Butchigiri no Sugoi Yatsu
Dragon Ball Z: Vòng đấu bất phân (ドラゴンボールZ 銀河ギリギリ!!ぶっちぎりの凄い奴 Dragon Ball Z: Ginga Giri-Giri!! Butchigiri no Sugoi Yatsu) là bộ phim hoạt hình Dragon Ball Z thứ 9. Được sản xuất tại Nhật Bản vào ngày 10 tháng 7 năm 1993 và tại Hoa Kỳ vào ngày 17 tháng 8 năm 2004.

## Nội dung
Sau khi đánh bại Cell(Xên Bọ Hung trong phiên bản tiếng việt)trái đất tổ chức một đại hội võ thuật đặc biệt mời 4 võ sĩ từ 4 cõi thiên hà đến tranh tài,lúc này sôngôku đã chết và lên thiên đường.
Những người bạn của anh cũng tham gia vào đại hội võ thuật lần này.
Nhưng một chuyện không ngờ đã xảy ra,Bojack-kẻ bị 4 vị thần vũ trụ
phong ấn đã thoát khỏi sự phong ấn khi thần vũ trụ phía Bắc (King Kai)đã chết do Xên tự phát nổ.SônGôHan đã giáp mặt với hắn và gặp
nguy hiểm,trong lúc nguy nan sôngôku đã dùng phép dịch chuyển tức
thời để giúp con trai mình.Cơn giận của gôhan bùng lên và cậu bé đã
đánh bại Bojack,mang lại sự hoà bình cho nhân loại.Dĩ nhiên,toàn bộ chiến công này thuộc về santa(vì khi đó máy quay đã bị hỏng không quay được cảnh gôhan hạ Bojack và sau đó santa nhận hết công
về mình).

## Lồng tiếng
| Nhân vật     | Lồng tiếng (Tiếng Nhật) | Lồng tiếng (Tiếng Anh) |
| ------------ | ----------------------- | ---------------------- |
| Goku         | Nozawa Masako           | Sean Schemmel          |
| Gohan        | Nozawa Masako           | Stephanie Nadolny      |
| Piccolo      | Furukawa Toshio         | Christopher Sabat      |
| Krillin      | Tanaka Mayumi           | Sonny Strait           |
| Tien         | Suzuoki Hirotaka        | John Burgmeier         |
| Yamcha       | Furuya Toru             | Christopher Sabat      |
| Trunks       | Kusao Takeshi           | Eric (Johnson) Vale    |
| Vegeta       | Horikawa Ryo            | Christopher Sabat      |
| Bulma        | Tsuru Hiromi            | Tiffany Vollmer        |
| Quy lão Kamê | Miyauchi Kôhei          | Mike McFarland         |
| Chi-Chi      | Watanabe Naoko          | Cynthia Cranz          |
| Oolong       | Tatsuta Naoki           | Bradford Jackson       |
| Chaiotzu     | Emori Hiroko            | Monika Antonelli       |
| Hercule      | Ghori Daisuke           | Chris Rager            |
| Bujin        | Emori Hiroko            | Christopher Bevins     |
| Bido         | Egawa Hisao             | Robert McCollum        |
| Zangya       | Maruo Tomoko            | Colleen Clinkenbeard   |
| Gokua        | Morikawa Toshiyuki      | Iman Nademzadeh        |
| Bojack       | Genda Tesshô            | Bob Carter             |
| Gyosan Money | Kayumi Iemasa           | Grant James            |
| Okkane Money |                         | Jamie Marchi           |
| Dollar Money |                         | Colleen Clinkenbeard   |
| Dosukoi      |                         | Bradford Jackson       |
| Udo          |                         | Brice Armstrong        |
| King Kai     | Yanami Joji             | Sean Schemmel          |
| Narrator     | Yanami Joji             | Kyle Hebert            |

## Âm nhạc
- OP (Opening Theme)
  1. "CHA-LA HEAD-CHA-LA" (Chara Hetchara) (OP animation 1)
    - Lời: Mori Yukinojō, Nhạc: Kiyoka Chiho, Arrangement: Yamamoto Kenji, Thể hiện: Kageyama Hironobu
      - Lời bài hát
- ED (Ending Theme)
  1. 銀河を超えてライジング・ハイ (Ginga wo Koete Raijingu Hai Beyond Galaxies Rising High?)
    - Lời: Satõ Dai, Nhạc: Kiyoka Chiho, Arrangement: Yamamoto Kenji, Thể hiện: Kageyama Hironobu